# Jan Peters (football, 1954)
Pour les articles homonymes, voir Jan Peters.
Johannes Wilhelmus Peters dit Jan Peters (né le 18 août 1954 à Groesbeek) est un footballeur néerlandais des années 1970 et 1980.

## Biographie
En tant que milieu, Jan Peters est international néerlandais à 31 reprises (1974-1982) pour quatre buts.
Il participe à l'Euro 1976. Il ne joue pas contre la Tchécoslovaquie mais il est titulaire contre la Yougoslavie. Les Pays-Bas terminent troisièmes.
Il participe au Mundialito, inscrivant le seul but des néerlandais, contre l'Italie à la 15e minute.
Il commence sa carrière au NEC Nimègue, puis à l'AZ Alkmaar. Il marque 82 buts en 392 matchs de Eredivisie, puis part pour l'Italie, en 1982 au Genoa CFC, ensuite l'Atalanta Bergame, revient dans son club formateur et termine sa carrière dans un club amateur néerlandais, De Treffers. Il remporte trois coupes des Pays-Bas, une D1 hollandaise en 1981, et est finaliste de la Coupe UEFA en 1981.

## Palmarès
- Coupe des Pays-Bas de football
  - Vainqueur en 1978, en 1981 et en 1982
  - Finaliste en 1973
- Championnat des Pays-Bas de football
  - Champion en 1981
  - Vice-champion en 1980
- Coupe UEFA
  - Finaliste en 1981